# Bill Moggridge

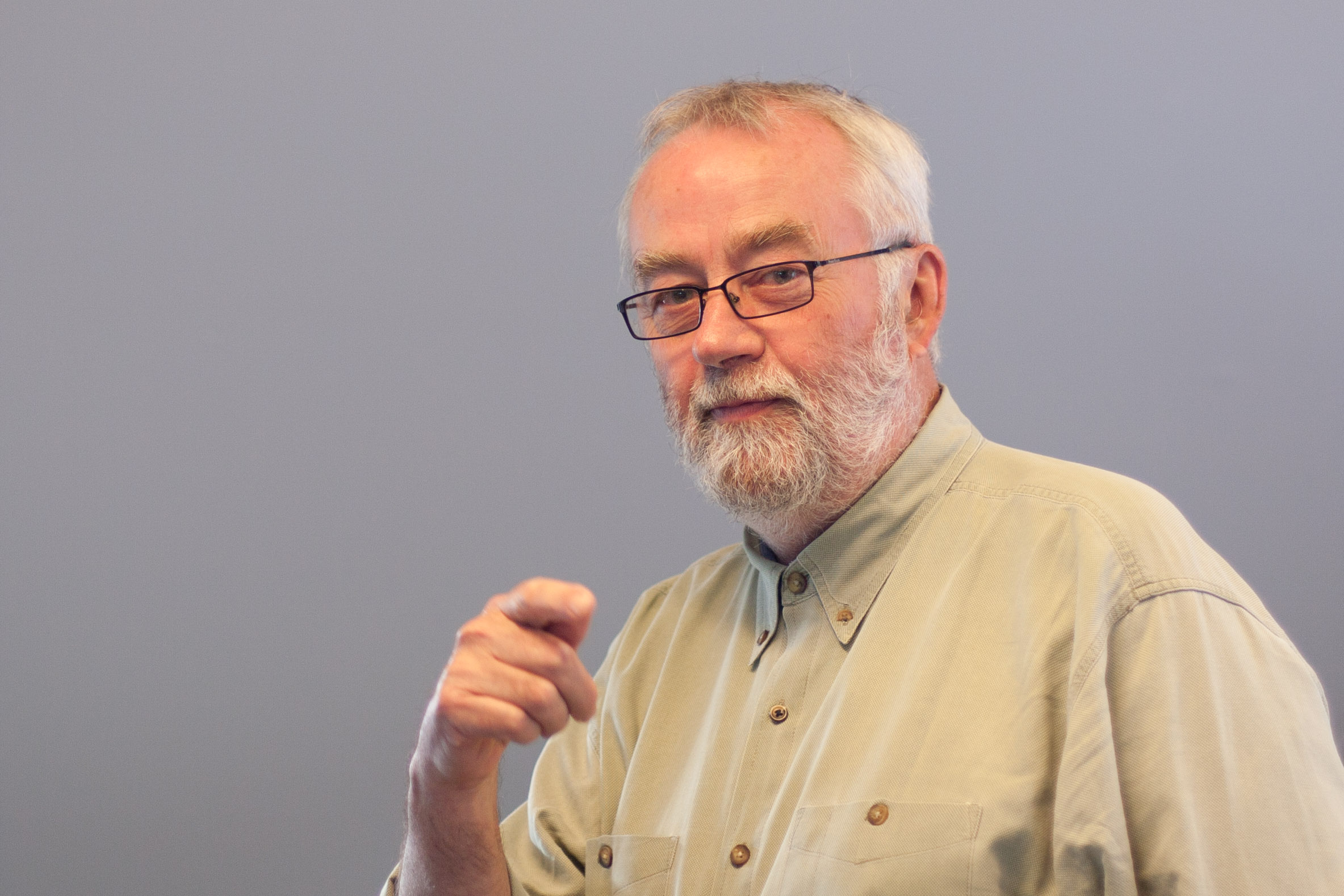
William (Bill) Moggridge, 2010

William (Bill) Moggridge (ur. 25 czerwca 1943 w Londynie, zm. 8 września 2012 w San Francisco) – brytyjski projektant przemysłowy, twórca pierwszego laptopa nazwanego GRiD Compass, jeden z ojców projektowania interakcji, zwolennik projektowania zorientowanego na użytkownika.